# Molophilus improcerus
Molophilus improcerus là một loài ruồi trong họ Limoniidae. Chúng phân bố ở miền Australasia.